# Edifici Ultònia
L'edifici Ultònia és una obra de Girona inclosa a l'Inventari del Patrimoni Arquitectònic de Catalunya. Està situat en un dels xamfrans de l'eixample de la ciutat.

## Descripció
L'edifici ocupa una parcel·la irregular situada en un xamfrà. El conjunt consta d'un local destinat a teatre-cinema i d'un hotel que ocupa la part del xamfrà de la Gran Via. El sector de l'hotel consta de planta baixa i sis plantes pis. El cos central corresponent al xamfrà presenta una façana amb aplacats de pedra i un cos central de tribunes arrebossades, amb la part superior acabada amb un gran arc de mig punt. El coronament superior es fa amb una gran cornisa que a sota presenta una filera de finestres amb arc de mig punt. Les dues ales laterals presenten arcs de mig punt. La planta baixa actua de basament amb una acabat de pedra que marca juntes horitzontals. El cinema presenta una façana plana amb obertures a doble nivell amb arc de mig punt. L'interior conté la platea, primer pis de butaques i l'altell superior, actualment en desús.

## Història
L'edifici respon a l'estètica monumentalista conreada en aquest país després de la Guerra Civil de 1936, sobretot en edificis de caràcter públic que calia fer representatius. Aquest edifici està situat en la zona on anteriorment hi hagué un gran baluard de la muralla que recorria el traçat de l'actual Gran Via, el baluard de la Santa Creu, que va formar part de la muralla que fortificava Girona durant la Guerra del Francès; en el subsòl, se'n conserva un fragment.
L'edifici va ser batejat amb el nom del Regiment Ultònia, que havia lluitat a favor de la ciutat en el primer setge de Girona de 1808. L'edifici va obrir les portes com a teatre i cinema el 1945 i com a granja cafeteria, i la primera gran reforma va arribar el 1962, en què va reconvertir-se per obrir al públic l'Hotel Ultònia. L'any 2009, sobre el mateix espai que ocupava l'antic cinema, s'edificà el nou Hotel Gran Ultonia.

## L'edifici
El complex va ser construït el 1941 segons projecte de l'arquitecte gironí Ignasi Bosch i Reitg sota els auspicis d'una propietat única però amb destinació a dues funcions diferents: sala d'espectacles (cinema) i edifici d'habitatges. La façana neoclàssica de l'edifici està catalogada com a patrimoni historicoartístic de Girona per la seva estètica monumentalista de postguerra. Sobre la base de carreus amb juntes horitzontals, s'aixeca la façana formada per un gran arc i una tribuna a l'intradós. El coronament superior es fa amb una àmplia cornisa que a sota presenta una filera de finestres quadrades, la filera última d'arc de mig punt.